# Jo Eun-ji
Jo Eun-ji (Daejeon, Corea del Sur; 10 de febrero de 1981) es una actriz surcoreana. 

## Carrera
Debutó en la película del director Im Sang-soo Tears (Lágrimas), y desde entonces se hizo más conocida por sus personajes de reparto en el cine y la televisión, como en The President's Last Bang,  My Scary Girl, Forever the Moment, La Concubina y The Villainess. 
También fue la actriz principal en las películas indie Driving with My Wife's Lover, y Sunshine Love.
En septiembre de 2021 se unió al elenco recurrente de la serie Lost (también conocida como "Disqualified from Being Human" o "No Longer Human") donde interpretó a Soon-gyu, una farmacéutica.

## Vida personal
Contrajo matrimonio con el director ejecutivo de la agencia de talentos Prain TPC, Park Jung-min, el 24 de mayo de 2014. Se conocieron en 2006, cuando Park se convirtió en su mánager, y comenzaron a salir en 2009.

## Filmografía

### Series de televisión
| Año  | Título                       | Papel                                    | Canal         | Ref.   |
| ---- | ---------------------------- | ---------------------------------------- | ------------- | ------ |
| 2003 | The Bean Chaff of My Life    | Seo Kyung-sun                            | MBC           |        |
| 2004 | More Beautiful Than a Flower | Je-in                                    | KBS2          |        |
| 2004 | Lovers in Paris              | Lee Yang-mi                              | SBS           |        |
| 2005 | 18 vs. 29                    | Yoo Hye-won                              | KBS2          |        |
| 2007 | Two Outs in the Ninth Inning | Kim Choon-hee                            | MBC           |        |
| 2010 | Personal Taste               | Lee Young-sun                            | MBC           |        |
| 2014 | The Greatest Marriage        | Park Seon-nyeo                           | TV Chosun     |        |
| 2015 | Beating Again                | Na Ok-hyun                               | JTBC          |        |
| 2015 | Let's Eat 2                  | Hong In-ah                               | tvN           | [ 8 ]  |
| 2015 | Oh My Venus                  | Lee Hyun-Woo                             | KBS2          |        |
| 2016 | Entertainer                  | administradora (invitada ep. 10)         | SBS           |        |
| 2016 | Madame Antoine               | Yoo-seon / Emma (participación especial) | JTBC          |        |
| 2021 | Lost                         | Lee Soon-gyu                             | JTBC          |        |
| 2023 | Can We Be Strangers?         | Kang Bi-chwi                             | ENA, Genie TV | [ 9 ]  |
| 2025 | ¡Oh, mis clientes fantasmas! | (Aparición especial)                     | MBC           | [ 10 ] |

### Cine
| Año  | Título                                       | Rol                                   | Notas                                       |
| ---- | -------------------------------------------- | ------------------------------------- | ------------------------------------------- |
| 2001 | Tears                                        | Ran                                   |                                             |
| 2002 | A.F.R.I.K.A.                                 | Young-mi                              |                                             |
| 2002 | Who R. U.?                                   | Choi Bo-young / ID: "Porn Queen"      |                                             |
| 2002 | A Bizarre Love Triangle                      | Bae Eun-hee                           |                                             |
| 2004 | The Hotel Venus                              | Soda                                  |                                             |
| 2005 | The President's Last Bang                    | invitada del banquete                 |                                             |
| 2005 | Mr. Housewife                                |                                       | Cameo                                       |
| 2006 | My Scary Girl                                | Baek Jang-mi                          |                                             |
| 2007 | Driving with My Wife's Lover                 | esposa de So-ok, Joong-shik           |                                             |
| 2007 | Femme Fatal                                  | Eun-ji                                | Cameo                                       |
| 2008 | Forever the Moment                           | Oh Soo-hee                            |                                             |
| 2009 | Why Did You Come to Our House?               |                                       | Cameo                                       |
| 2009 | Yoga                                         | In-soon                               |                                             |
| 2009 | Short! Short! Short! 2009: Show Me the Money | Park Eun-shil                         | segmento: "Hundred Nails and a Deer Antler" |
| 2009 | Fish Boy                                     | Ji-hyun                               |                                             |
| 2009 | Fly, Penguin                                 | profesora de arte                     | Cameo                                       |
| 2009 | Girlfriends                                  | Hyun-joo                              |                                             |
| 2010 | Petty Romance                                | secretaria en la ceremonia de premios | Cameo                                       |
| 2012 | The Concubine                                | Geum-ok                               |                                             |
| 2012 | 정지우x김무열x조은지 Project                 |                                       |                                             |
| 2012 | Confession of Murder                         | Choi Kang-sook                        |                                             |
| 2013 | Running Man                                  | Park Sun-young                        |                                             |
| 2014 | The Target                                   | Park Soo-jin                          |                                             |
| 2014 | How to Steal a Dog                           | madre de Chae-rang                    |                                             |
| 2015 | Sunshine Love                                | Kim Jung-sook                         |                                             |
| 2017 | The Villainess                               | Kim-sun                               |                                             |
| 2017 | True Fiction                                 | Ji-eun                                | participación especial                      |

## Discografía
| Año  | Título de la canción           | Artista                   | Notas                       |
| ---- | ------------------------------ | ------------------------- | --------------------------- |
| 2002 | "Bed's End" (Versión Original) | Jo Eun-ji y Gong Hyo-jin  | A Bizarre Love Triangle OST |
| 2009 | "Milkyway"                     | HybRefine feat. Jo Eun-ji | Solo                        |

## Premios y nominaciones
| Año  | Premio                                       | Categoría               | Nominación                          | Resultado |
| ---- | -------------------------------------------- | ----------------------- | ----------------------------------- | --------- |
| 2001 | 22 de Blue Dragon Film Awards                | Mejor Actriz Revelación | Las lágrimas                        | Nominada  |
| 2007 | 6 Premios del Cine coreano                   | Mejor Actriz De Reparto | Conducir con la Esposa de Mi Amante | Nominada  |
| 2008 | 16 Chunsa de Arte cinematográfico de Premios | Mejor Actriz Revelación | Para siempre el Momento             | Ganadora  |
| 2008 | 7 Korean Film Awards                         | Mejor Actriz De Reparto | Para siempre el Momento             | Nominada  |
| 2013 | 49 Baeksang Arts Awards                      | Mejor Actriz De Reparto | La Concubina                        | Ganadora  |